# Short SC.7 Skyvan
Шорт «Скайвэн» (англ. Short SC.7 Skyvan) — британский лёгкий транспортный самолёт общего назначения. В пассажирском варианте вмещает до 19 человек.
Опытный самолёт поднялся в воздух 17 января 1963 года. Всего было построено 153 машины Скайвэн всех вариантов, которые эксплуатировались в 47 странах.

## Конструкция
Двухмоторный высокоплан. Его характерной особенностью является короткий массивный фюзеляж практически квадратного сечения, выбранный в первую очередь из-за простоты конструкции и удобства загрузки небольшого транспортного самолёта. Непредвиденным последствием коробкообразной формы фюзеляжа (подарившей самолёту прозвища «Сарай» («The Shed») и «летающая коробка для обуви» («Flying Shoebox»)) стало то, что за счёт широкого плоского днища он работает как несущий корпус, создавая до трети (около 30 %) общей подъёмной силы конструкции, что значительно улучшило взлётно-посадочные характеристики самолёта.

## Создание

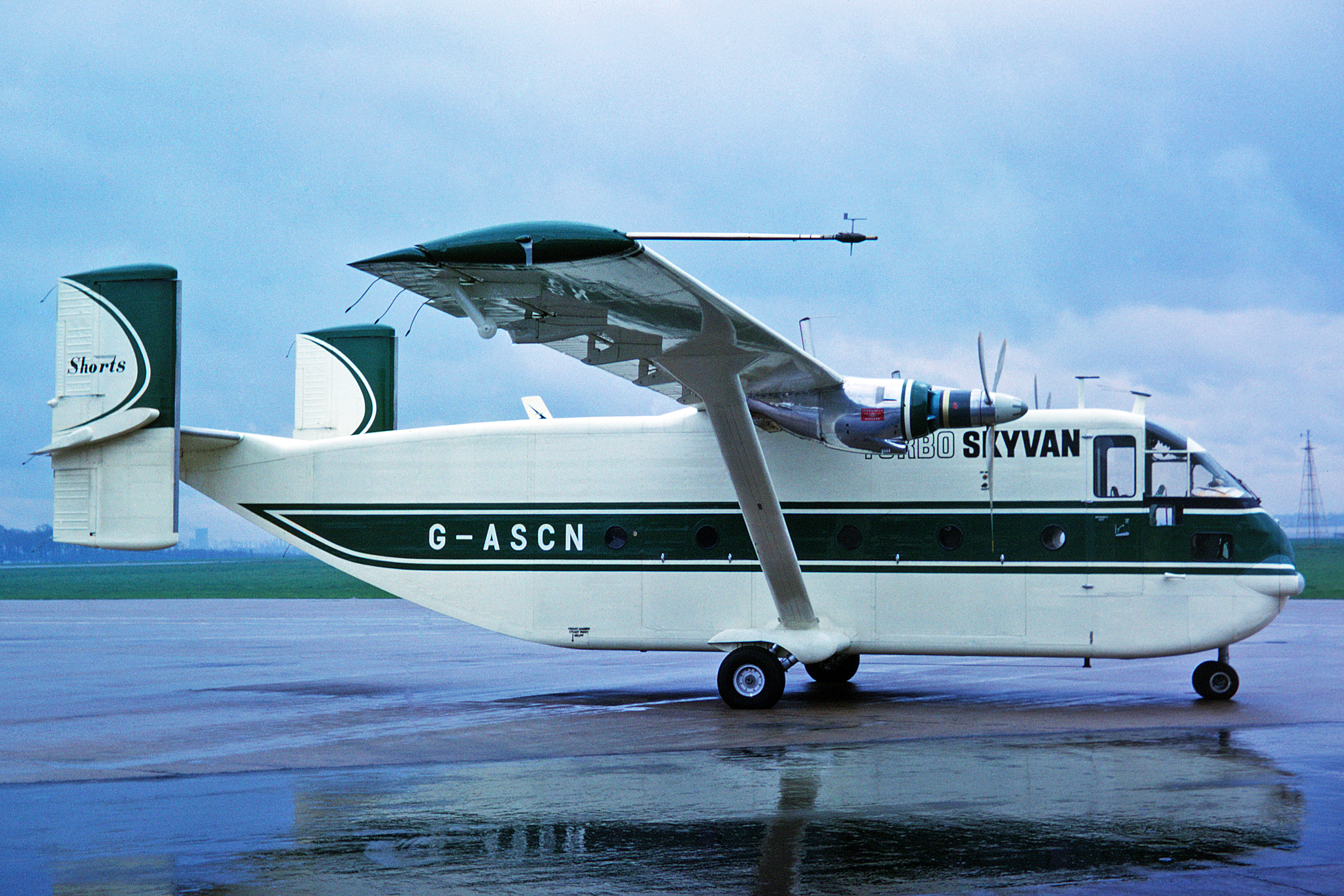
Первый прототип, уже с турбовинтовыми двигателями Turbomeca Astazou II

В 1958 году компания Short Brothers выкупила у Фредерика Джорджа Майлза (бывший владелец обанкротившейся Miles Aircraft) чертежи и данные, собранные в ходе испытаний прототипа Hurel-Dubois Miles HDM.105 , созданного на базе Miles Aerovan . Short Brothers отказались от реализации оригинальной концепции прототипа HDM.105, отмечавшейся очень большим относительным удлинением крыла, опираясь на полученные данные, они разработали собственный проект универсального цельнометаллического самолета под названием Short SC.7 Skyvan. Благодаря относительно просторному фюзеляжу и большому грузовому люку самолет приобрел популярность среди авиакомпаний, выполнявших перевозку грузов.
Сборка Short SC.7 Skyvan началась в 1960 году на заводе Short Brothers на территории аэропорта Сиденхэм . Первый прототип, оснащенный двумя шестицилиндровыми оппозитными авиационными двигателями Continental O-520 мощностью 390 л. с . (примерно 290 кВт) каждый совершил свой первый полет 17 января 1963 года. Впоследствии, в 1963 году, вместо поршневых двигателей на первый прототип был установлен турбовинтовый Turbomeca Astazou II мощностью 390 кВт каждый.
Второй прототип (первый самолет второй серии) первоначально был оснащен турбовинтовыми двигателями Turbomeca Astazou X мощностью 497 кВт каждый, но впоследствии в серийном производстве использовали уже Turbomeca Astazou XII мощностью 510 кВт. Двигатели Turbomeca Astazou имели определенные температурные ограничения, что снижало их эффективность на больших высотах или в жарком климате. Поэтому начиная с 1968 года, в производство был запущен Skyvan третьей серии, на которых использованы турбовинтовые двигатели Garrett AiResearch TPE331 мощностью 533 кВт. В целом до завершения производства в 1986 году было изготовлено 153 Skyvan (включая прототипы)

## Эксплуатация
По состоянию на июль 2009 года Short SC.7 Skyvan эксплуатируют следующие гражданские операторы: Pink Aviation Services (Австрия), Sonair (Ангола), Swala Airlines (Демократическая Республика Конго), Transway Air Services (Либерия), Deraya Air Taxi (Индонезия), Layang Layang Aerospace (Индонезия), Macair Airlines (Австралия), Malaysia Air Charter (Малайзия), Pan Malaysian Air Transport (Малайзия), Wirakris Udara (Малайзия), CAE Aviation (Люксембург), Invicta Aviation (Великобритания), Advanced Air (США),GB Airlink (США), North Star Air Cargo (Канада), Skylift Taxi Aereo (Бразилия), Skydive Arizona (США), Skydive DeLand (США), Skydive Perris (США), Skydive Pennsylvania (США), Summit Air (Канада), Sustut Air (Канада), Nomad Air (Канада), Aalto University (Финляндия).
Военные операторы:
- Гайана - Силы обороны Гайаны;
- Оман - Королевские военно-воздушные силы Омана.

## Лётно-технические характеристики
Приведённые ниже характеристики соответствуют модификации Short Skyvan 3:
Технические характеристики
- Экипаж: 2 человека
- Пассажировместимость: 19 человек
- Длина: 12,21 м
- Размах крыла: 19,79 м
- Высота: 4,6 м
- Площадь крыла: 35,12 м²
- Масса пустого: 3 356 кг
- Нормальная взлётная масса: 4 797 кг (расч.)
- Максимальная взлётная масса: 5 670 кг
- Силовая установка: 2 × ТВД Garrett AiResearch TPE-331-201
- Мощность двигателей: 2 × 715 л.с. (2 × 533 кВт)

Лётные характеристики
- Максимально допустимая скорость: 402 км/ч
- Максимальная скорость: 324 км/ч
- Крейсерская скорость: 315 км/ч
- Скорость сваливания: 111 км/ч
- Практическая дальность: 1 200 км
- Практический потолок: 6 858 м
- Скороподъёмность: 8 м/с
- Нагрузка на крыло: 136,6 кг/м²
- Тяговооружённость: 222 Вт/кг (расч.)

## Потери самолётов
На 30 июня 2019 года в различных инцидентах было потеряно 42 машины. В катастрофах погибло 104 человека.
| Дата        | Бортовой номер | Место катастрофы                         | Жертвы  | Краткое описание |
| ----------- | -------------- | ---------------------------------------- | ------- | --- |
| 06.03.1967  | I-TORE         | Венеция                                  | 0/3     | Грубая посадка во время тренировочного полёта. |
| 02.07.1970  | N21CK          | Потомак                                  | 2/2     | Разбился при посадке |
| 22.10.1970  | N123PA         | Беттлс                                   | 0/2     | Вынужденная посадка рядом с замерзшей рекой из-за проблем с двигателями, вызванных попаданием воды в топливо                                                                     |
| 22.01.1971  | T-701          | близ Биак                                | 8/8     | Упал в море во время тренировочного полета ночью. Военный борт |
| 14.04.1972  | N725R          | близ Ла-Кросс                            | 1/1     | Разбился при посадке из-за проблем с закрылками |
| 14.04.1972  | VH-PNI         | Гилуве                                   | 4/4     | Врезался в гору при невыясненных обстоятельствах |
| 19.12.1972  | T-703          | Индонезия                                | н.д/н.д | Военный борт |
| 28.11.1973  | N40DA          | Хантсвилл                                | 0/0     | Уничтожен во время торнадо |
| 17.09.1974  | 909            | близ Салала                              | н.д/н.д | Военный борт |
| 22.11.1976  | A4O-SI         | близ о. Дас                              | 0/2     | Приводнение после отказа двигателя |
| 22.08.1977  | N4917          | близаэропорт Кона                        | 2/2     | Сорвался в штопор и разбился через некоторое время после взлёта |
| 31.12.1977  | N64AC          | Токсук-Бей                               | 0/2     | Рухнул на землю во время ухода на второй круг |
| 07.04.1978  | RAN-15         | Непал                                    | н.д/н.д | Военный борт |
| 18.01.1981  | 8R-GFF         | горы Камоа                               | 4/4     | Врезался в гору |
| 15.05.1981  | N70DA          | Слейт-крик                               | 0/2     | Грубая посадка |
| 03.05.1983  | PA-54          | Порт-Стэнли                              | 0/0     | Уничтожен в ходе Фолклендской войны |
| 03.05.1983  | PA-50          | Порт-Стэнли                              | 0/0     | Уничтожен в ходе Фолклендской войны |
| 30.12.1985  | RAN-23         | близ Дхангадхи                           | 25/25   | Упал в лес |
| 24.04.1986  | 7Q-YAY         | близ Момбаса                             | 0/2     | Самолет израсходовал все топливо и совершил вынужденную посадку на дорогу, во время которой врезался в дерево                                                                    |
| 03.10.1986  | PK-ESC         | Манадо                                   | 13/13   | Врезался в гору |
| 06.11.1987  | 7Q-YMB         | провинция Тете                           | 10/10   | Сбит |
| 01.11.1989  | OH-SBB         | близ Мариехамн                           | 0/2     | Отказ двигателей, приводнение |
| 04.09.1991  | 9M-AZB         | Мири                                     | 14/20   | Отказ двигателей через 18 минут после взлета. Пилот попытался посадить на дорогу на склоне холма, но врезался в деревья и разбился.                                              |
| 13.07.1992  | N20086         | аэропорт Бетел                           | 1/1     | Разбился при взлёте из-за смещения груза. |
| 31.01.1993  | 9M-PID         | Северная Суматра                         | 14/14   | Пропал в горах |
| 30.07.1993  | 9M-AXM         | Саравак                                  | 1/17    | Нехватка топлива. Приземлился на футбольном поле и перевернулся |
| 02.12.1993  | LX-UGO         | Лофа                                     | 0/13    | Грубая посадка |
| 28.12.1993  | G-OVAN         | Эмпуриабрава                             | 1/1     | Разбился при посадке |
| 07.07.1995  | OE-FDL         | Эмпуриабрава                             | 0/24    | Вынужденная посадка сразу после взлета, врезался в деревья |
| 01.09.1995  | N30GA          | Аляска                                   | 1/1     | Столкнулся с горой в сложных метеоусловиях |
| 16.06.1996  | OE-FDI         | Хогевен                                  | 0/2     | Вынужденная посадка в картофельном поле из-за отказа двигателей. Помимо двух членов экипажа на борту находились парашютисты, которые покинули самолет перед вынужденной посадкой |
| 16.09.1996  | N10DA          | близ Питтсбург                           | 0/1     | Израсходовав все топливо, совершил вынужденную посадку на дорогу и врезался в столбы.                                                                                            |
| 25.03.1997  | N451SA         | близ Нунапитчук                          | 1+1/1   | Столкнулся в воздухе с Cessna 206 |
| 23.07.1998  | XC-UTQ         | близ Орисаба                             | 4/4     | Грузовой рейс. Врезался в вулкан Орисаба |
| 14.10.1998  | YV-O-MTC-8     | аэропорт Каракас                         | 0/0     | Boeing 727 покатился со стоянки и врезался в два самолёта Short SC.7 Skyvan и Cessna 310                                                                                         |
| 14.10.1998  | YV-O-MTC-3     | аэропорт Каракас                         | 0/0     | Boeing 727 покатился со стоянки и врезался в два самолёта Short SC.7 Skyvan и Cessna 310                                                                                         |
| 17.10.1998  | OE-FDF         | Целль-ам-Зе                              | 0/21    | Авария при взлете |
| 08.10.2000  | C-FSDZ         | Порт-Радиум (Северо-Западные территории) | 3/3     | Врезался в деревья во время полёта на низкой высоте |
| январь 2001 | VH-WGG         | Равенна                                  | 0/0     | Уничтожен при пожаре |
| январь 2001 | VH-WGL         | Равенна                                  | 0/0     | Уничтожен при пожаре |
| 08.11.2003  | 8R-GMC         | Джорджтаун                               | 2/7     | Сел в поле через некоторое время после взлёта |
| 20.09.2007  | N2088Z         | Аляска                                   | 1/1     | Столкновение с деревьями при взлёте |

## Подобные самолёты
- Ан-28